# دنقلا العجوز
دنقلا العجوز هي بلدة سودانية تقع على الضفة الشرقية لنهر النيل، في الولاية الشمالية بالسودان، وكانت مركزا هاما في بلاد النوبة في العصور الوسطى حيث كانت عاصمة مملكة المقرة النوبية. وهي مدينة مهمة في التاريخ الإسلامي في السودان ويسميها بعض العلماء من المسلمين بعروس القرآن ويعتبر المسجد المقام بها من أقدم المساجد في أفريقيا.
وانتقل المركز الحضري للمدينة شمالاً خلال القرن التاسع عشر إلى الجانب الآخر من نهر النيل، ليصبح مدينة دنقلا الحديثة.
- ساتي ماجد

## الصور

آثار الكنيسة المسيحية بدنقلا العجوز عاصمة مملكة المقرة
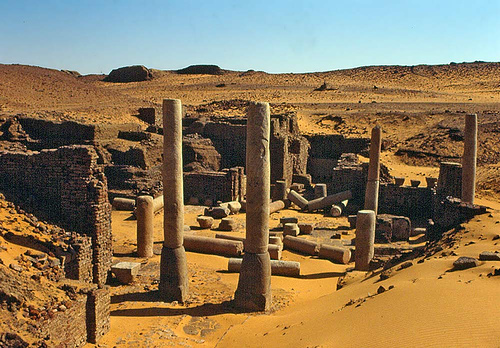
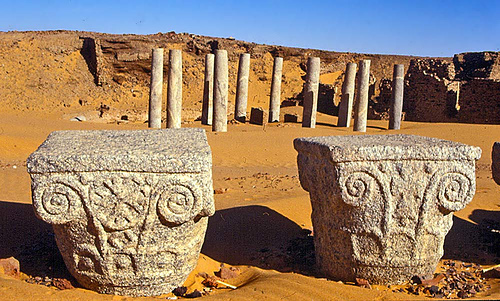
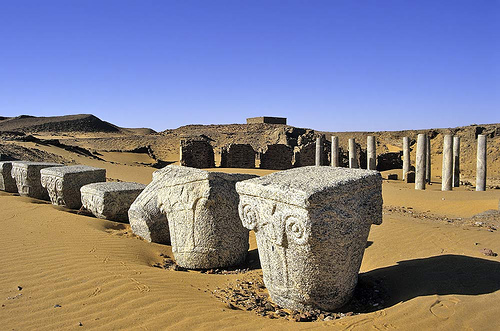
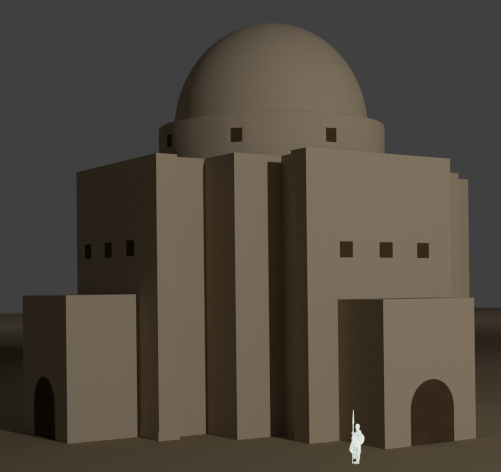